# Aceto balsamico

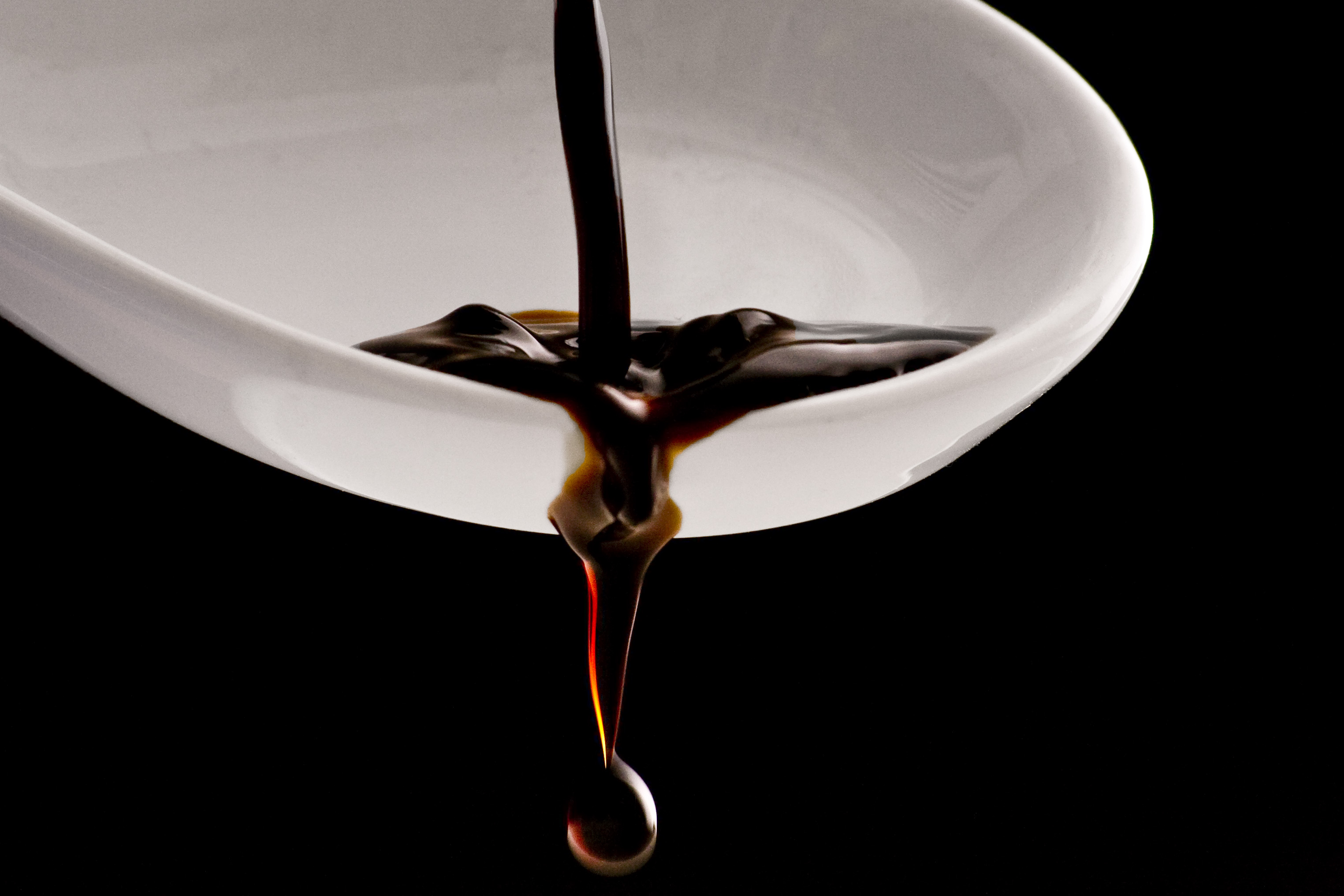
Goccia a goccia

Il termine aceto balsamico è comunemente utilizzato per indicare in modo generico alcuni condimenti ed aceti agrodolci prodotti nelle province di Modena e Reggio Emilia.

## Storia, nomi e definizioni
Storicamente all'interno di quelli che oggi sono definiti gli "antichi domini estensi" si interveniva sugli aceti prodotti nelle case per renderli più gradevoli, mediante aromatizzazioni con droghe, liquirizie, rosmarino, rose, vaniglia, oppure producendoli con differenti materie prime (trebbiano, moscato...) o procedure, creando nei secoli una diffusa fama per gli "aceti alla modenese".
Nei registri delle cantine del Palazzo Ducale di Modena, situate a Rubiera, compare per la prima volta nel 1747 l'aggettivo "balsamico", per distinguere una particolare tipologia rispetto alle altre presenti nel ricco insieme del palazzo. Nel 1830 tale definizione venne ulteriormente arricchita, per cui gli aceti presenti a Corte vennero suddivisi in "balsamici", "semibalsamici", "fini" e "comuni".
Con la nascita dello Stato Italiano (1860) il risveglio dei mercati ha via via destato sempre più interesse riguardo al Balsamico, sviluppando anche notevoli ricerche storiche e bibliografiche attorno a questo prodotto che riscuoteva un discreto successo.
Alla fine dell'800 l'Aceto Balsamico di Modena comincia a comparire nelle più importanti manifestazioni espositive, creando grande interesse non solo sul territorio ma anche a livello internazionale.

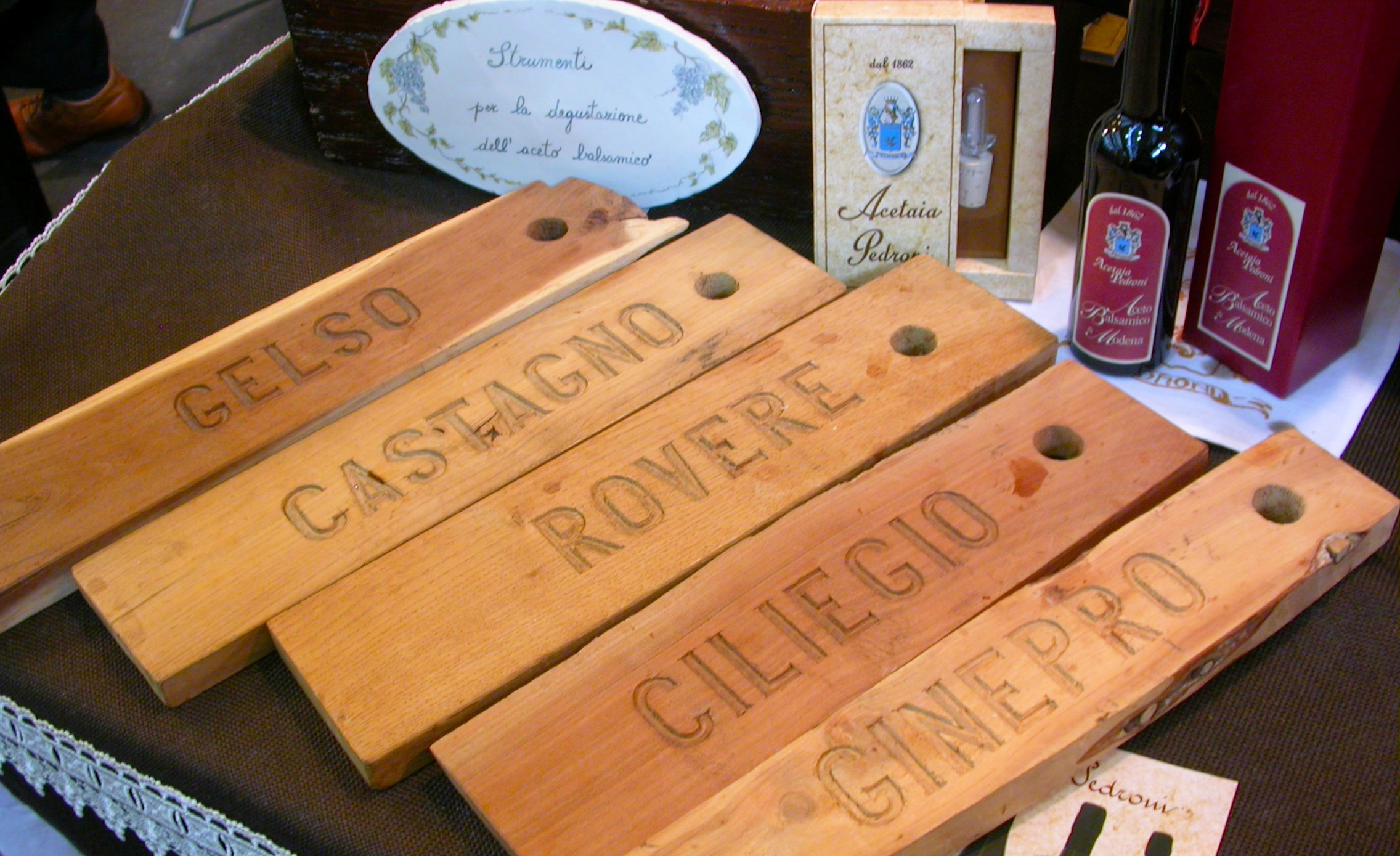
Qualità di legno usati nell'invecchiamento

Dal punto di vista normativo la prima autorizzazione ministeriale a produrre "l'Aceto Balsamico del Modenese" risale al 1933. 
Nel secondo dopoguerra il boom economico e l'espansione dei consumi portarono alcuni produttori (tra i quali i più importanti furono forse Telesforo Fini e la famiglia Monari-Federzoni) a commercializzare col nome "Aceto Balsamico" un prodotto differente da quello tradizionalmente preparato nelle soffitte private, fondando il nome sull'usanza storicamente presente di procedere a tagli con aceto di vino per il normale consumo quotidiano. L'aceto balsamico divenne quindi un prodotto comune sulle tavole di tutta italia, iniziando a farsi largo anche in molti paesi stranieri. Ulteriori regolamentazioni che prevedevano l'utilizzo del termine "aceto balsamico" seguirono nel 1965 (D.P.R. 162/1965) e stesura del primo disciplinare di produzione dell'"Aceto Balsamico di Modena" (D.M. 12 dicembre 1965).
Nel 1976 vista l'ormai sostanziale identificazione del termine "balsamico" con l'aceto di tipo "industriale", venne adottata la definizione di Aceto balsamico "naturale", per indicare e distinguere quello prodotto secondo la definizione della "Consorteria dell'Aceto Balsamico Tradizionale" di Spilamberto. Qualche anno dopo, per esigenze di carattere legislativo il termine "naturale" venne sostituito con "tradizionale".

## Tipologie di prodotti balsamici
Dopo anni di mutamenti giuridici, dovuti anche a ricorsi per le vie giudiziali da parte di alcuni paesi europei, si è giunti alla definizione di indicazioni di origine da parte dell'Unione europea, per cui oggi si distinguono due tipologie di prodotto:
- Aceto Balsamico Tradizionale, ottenuto dal lungo invecchiamento del mosto cotto di uva; è protetto con la Denominazione di origine protetta in due versioni:
  - Aceto Balsamico Tradizionale di Modena DOP (ABTM)
  - Aceto Balsamico Tradizionale di Reggio Emilia DOP (ABTRE)
- Aceto Balsamico di Modena IGP (ABM), il prodotto più diffuso, nella cui composizione appaiono altri ingredienti e che non richiede lungo invecchiamento.

### Aceto Balsamico Tradizionale di Modena/Reggio Emilia

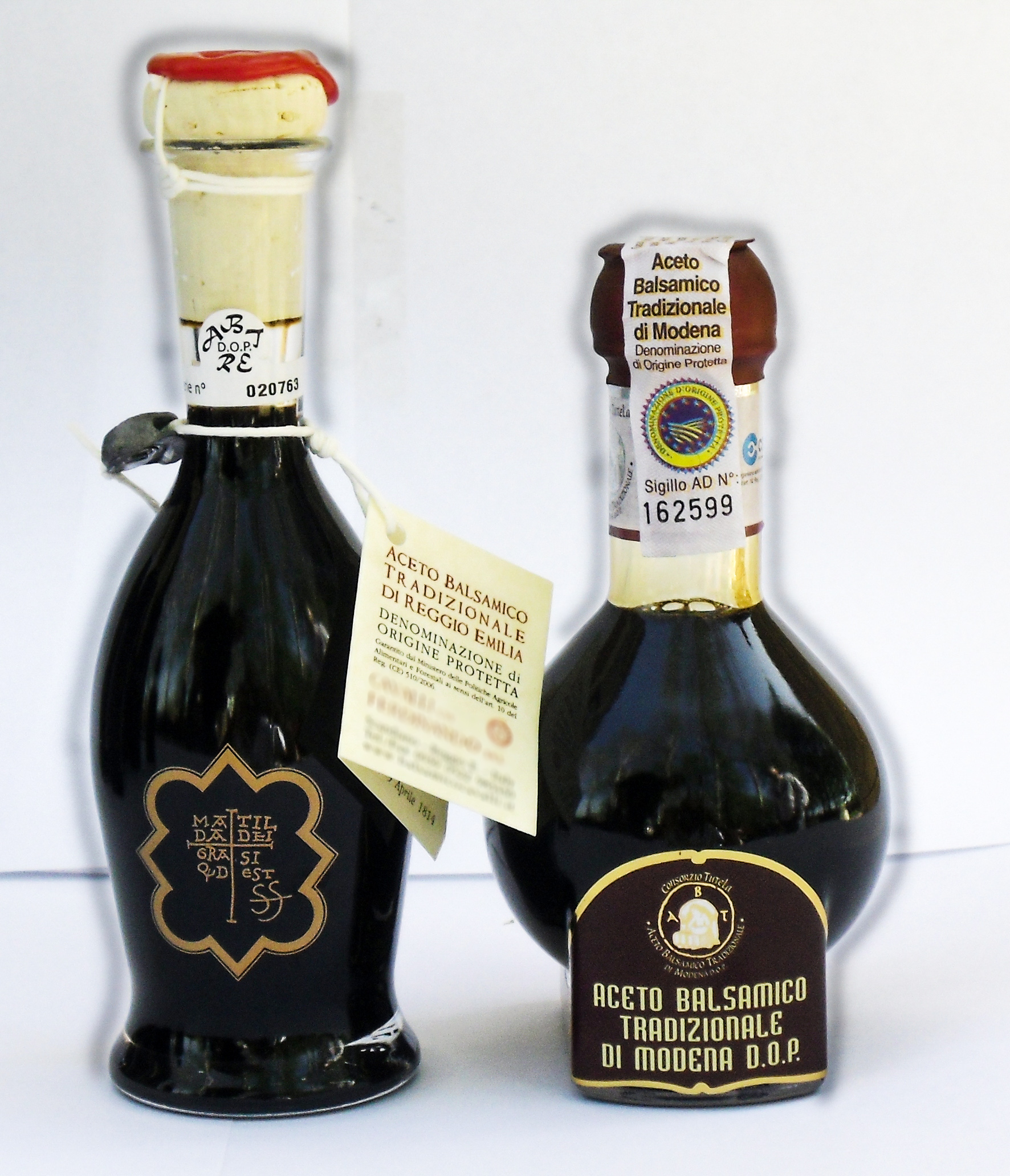
I due aceti balsamici tradizionali DOP (di Reggio Emilia a sinistra e Modena a destra) nelle due bottigliette legalmente registrate

Esistono solo due DOP che certificano la produzione dell'aceto balsamico secondo la procedura definita come tradizionale, cioè la tradizione produttiva delle famiglie più ricche e aristocratiche del territorio tipico. Per esse la produzione inizia con la riduzione e concentrazione mediante cottura del mosto di uve locali (prevalentemente Lambrusco e Trebbiano). Il mosto cotto viene quindi fermentato, acetificato ed invecchiato in batterie di botti di legno per un periodo minimo di 12 anni, durante i quali il prodotto si concentra ulteriormente in modo naturale, e al termine del quale inizia a rendere una quantità annuale di prodotto pari a 2/3 litri (sui 35-40 litri di prodotto fresco che ogni anno vengono rincalzati in una batteria media).
Prelevato dalle botti più piccole, il prodotto deve essere assaggiato ed approvato da una commissione di assaggiatori esperti, prima di poter essere imbottigliato presso il centro autorizzato nella bottiglietta tipica da 100 ml. Solo allora il prodotto potrà essere denominato "Aceto Balsamico Tradizionale" di Modena o Reggio Emilia DOP. Ogni bottiglietta reca un sigillo numerato, e riporta sia l'etichetta legale del centro di imbottigliamento autorizzato sia l'etichetta del produttore.
Le due differenti DOP si distinguono prevalentemente per la forma delle bottigliette in cui il prodotto è venduto (entrambe comunque di 100 ml). Il "tradizionale" che supera i 25 anni di invecchiamento e un punteggio minimo da parte della commissione d'assaggio, sia modenese che reggiano, può essere venduto con la dicitura extravecchio, accompagnata da una capsula od un bollino di color oro. Il "tradizionale" di Reggio Emilia, inferiore ai 25 anni, viene ulteriormente distinto in "bollino aragosta" e "bollino argento", a seconda del punteggio ottenuto dal prodotto in fase d'assaggio.

### Aceto Balsamico di Modena

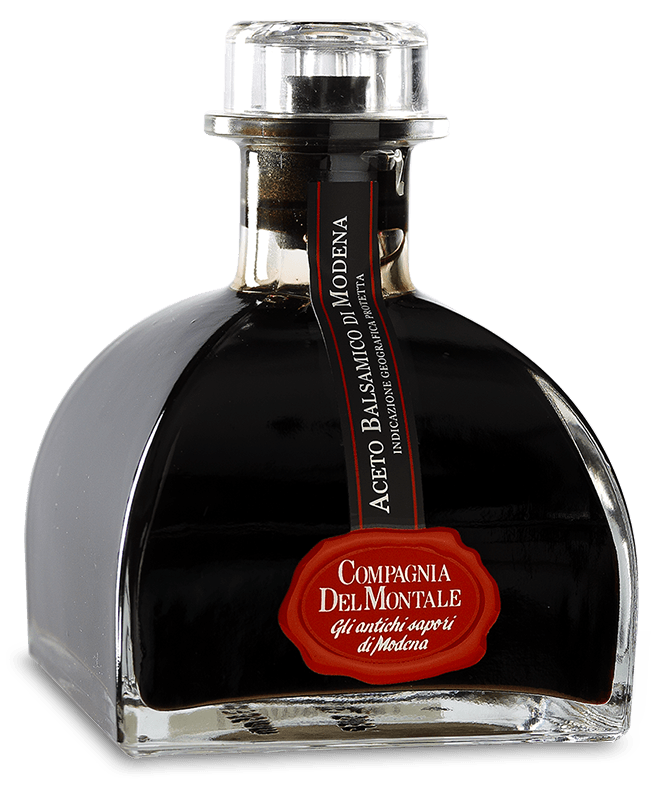
Aceto Balsamico di Modena IGP

L'aceto balsamico "non tradizionale" viene prodotto nelle provincie di Modena e Reggio Emilia (i cosiddetti antichi domìni estensi), pur essendo definito dall'IGP unicamente come di Modena. Viene ottenuto unendo mosti di uva (fermentati e/o cotti e/o concentrati) e aceto di vino, più un'eventuale aggiunta di colorante (di solito caramello, massimo al 2%) per stabilizzare il colore.
Generalmente il sapore è caratterizzato da un'acidità vinosa, ossia più aspra e marcata da un punto di vista sensoriale. È richiesto un invecchiamento minimo di due mesi, necessariamente in contenitori di legno, che salgono a tre anni per la dicitura "invecchiato".
Vista la possibilità di industrializzazione del processo produttivo, un'azienda di medie dimensioni può arrivare a produrne diverse centinaia di litri al giorno.

### Condimenti balsamici
Più recente è l'introduzione sul mercato di varie tipologie e denominazioni di "condimento balsamico", definito anche "salsa balsamica" o "salsa di mosto cotto". I condimenti sono prodotti che, pur richiamandosi all'aceto balsamico, non ricadono all'interno dei disciplinari di produzione dei marchi DOP/IGP. Questa è la famiglia con la maggior variabilità di qualità, ricette ed anche prezzi, in ragione della tecnica produttiva e del marketing correlato. Generalmente i condimenti balsamici possono essere:
- fatti ed invecchiati in modo tradizionale nelle province di Modena e Reggio Emilia, ma al di fuori della supervisione dei consorzi di tutela e dalle procedure di certificazione; quindi dei balsamici tradizionali nella sostanza ma non nella forma, e che generalmente vengono venduti solo sulla base di una forte conoscenza e fiducia da parte del consumatore nella qualità adottata dal produttore;
- prodotti secondo i disciplinari della DOP e dell'IGP, ma non certificabili in quanto prodotti al di fuori delle province di Modena e Reggio Emilia (tuttavia se una parte della lavorazione avviene in esse si ricade nell'IGP) o perché venduti prima dei 12 anni minimi previsti dal disciplinare (e anche in questo caso si tratta di prodotti che se stagionati almeno 60 giorni possono godere dell'IGP, nonché della dicitura "invecchiato" se stagionati 3 anni);
- prodotti partendo dal prodotto certificato IGP, ma variamente arricchito e tagliato con prodotto DOP;
- aceti di vino arricchiti di mosti cotti ed altri ingredienti per simulare i prodotti balsamici, ma fuori dai criteri previsti dal disciplinare IGP.

Per i condimenti non vi è alcuno standard ufficiale, né marchio di riconoscimento, né regolamentazione del nome, per cui la qualità del prodotto non può essere desunta facilmente dalla sola etichetta. Per tale motivo le caratteristiche qualitative intrinseche possono essere molto differenti fra loro, motivo per cui ricadono sotto questo gruppo prodotti dozzinali come condimenti di elevata qualità.

### Sinottico delle caratteristiche dei prodotti balsamici
Da un punto di vista legale, sia l'aceto balsamico tradizionale che quello IGP sono classificati come "Aceti diversi dagli aceti di vino", ma mentre il primo necessita di un invecchiamento minimo di 12/25 anni, il secondo richiede un invecchiamento di tre anni solo per la dicitura "invecchiato". Il "tradizionale" è l'unico condimento esistente al mondo partendo solamente dalla cottura del mosto d'uva, senza l'aggiunta di alcuna sostanza ulteriore, mentre l'Aceto Balsamico di Modena IGP prevede al suo interno un concentrato in proporzioni variabili di mosto e aceto di vino, con aggiunta di caramello (massimo 2%, e non è sempre presente). 
|                           | Aceto Balsamico Tradizionale (di Modena o di Reggio Emilia) DOP | Aceto Balsamico di Modena IGP | Altri condimenti balsamici |
| PRODUZIONE                | PRODUZIONE | PRODUZIONE | PRODUZIONE |
| ------------------------- | --- | --- | --- |
| Materie prime             | Mosto cotto d'uva, vendemmiata nelle province di Modena e Reggio Emilia da coltivatori certificati | Mosti d'uva concentrati e solfitati, aceto di vino e caramello (max 2% vol.). La tipologia di uve utilizzabili è fissata per legge, ma le viti possono crescere anche al di fuori delle Province di Modena e Reggio | A seconda delle ricette possono contenere mosti concentrati, ma spesso vengono aggiunti addensanti come amido (modificato o nativo), sciroppo di glucosio o fruttosio, pectina, gomma di guar, xantano, semi di carruba ecc... |
| Tecnica produttiva        | Fermentazione alcoolica degli zuccheri, ossidazione acetica, periodo di invecchiamento dentro una serie di contenitori di legno, procedura di rincalzo degli stessi durante gli anni, prelievo annuale ed imbottigliamento. L'intera procedura è generalmente gestita su piccole produzioni | Mix di materie prime, maturazione facoltativa in barili singoli, imbottigliamento. L'intera procedura è generalmente gestita su scala industriale                                                                   | Mix di materie prime e confezionamento. La procedura è gestita su scala industriale |
| Invecchiamento di legge   | Il tempo di permanenza del prodotto all'interno della batteria di barili è regolato dalla procedura di prelievi e rincalzi. Il tempo di invecchiamento minimo non è inferiore ai 12 anni | L'invecchiamento minimo non è inferiore ai 60 giorni, 3 anni per la dicitura "invecchiato" | Non vi sono limiti minimi di invecchiamento |
| PRESENTAZIONE             | | | |
| Imbottigliamento          | Il prodotto è sigillato all'interno di bottigliette di vetro brevettate da 100 ml | Il prodotto è sigillato all'interno di varie tipologie di bottiglie di vetro (minimo 250 ml di capacità) o monodose in plastica (25 ml massimo)                                                                     | Il prodotto è contenuto all'interno di varie tipologie di confezionamento e di differenti capacità |
| Prezzi                    | 38 - 239 Euro | 2 - 65 Euro | 4 - 350 Euro |
| CARATTERISTICHE           | | | |
| Densità minima            | ABTM 1,24 g/ml - ABTRE 1,20 g/ml. La densità relativamente alta è il risultato dell'evaporazione dell'acqua durante il periodo di invecchiamento | 1,06 g/ml. Valori più alti di densità dipendono dal grado di concentrazione del mosto d'uva | Non richiesta. Valori più alti di densità sono possibili in funzione della ricetta |
| Acidità minima sul totale | ABTM 4,5g/100g - ABTRE 5g/100g di acido acetico equivalente. L'acido acetico è biologicamente prodotto nei primi passaggi della procedura, e poi viene concentrato dall'invecchiamento | 6g/100g di acido acetico equivalente. L'acido acetico proveniente dagli ingredienti di partenza | Non richiesta |
| Colore                    | Bruno intenso, limpido e brillante. Il colore è determinato dalla reazione di brunitura non enzimatica degli zuccheri durante la cottura del mosto d'uva, che in seguito progredisce per concentrazione durante l'invecchiamento                                                            | Bruno intenso, limpido e brillante. Il colore bruno è ottenuto con l'aggiunta di caramello (E150d) | Bruno intenso, limpido e brillante. Il colore bruno è ottenuto con l'aggiunta di caramello (E150d) |
| Viscosità                 | La viscosità dell'Aceto balsamico tradizionale è influenzata principalmente dalla quantità di melanoidi alto peso molecolare, una classe eterogenea di biopolimeri che si formano e si accumulano durante il processo di invecchiamento                                                     | La viscosità è più bassa rispetto all'ABT, nonostante l'aggiunta di caramello | Le proprietà del fluido sono spesso simili all'ABT, ma originate dall'aggiunta di addensanti |
| Valutazione sensoriale    | È un pre-requisito per la messa in commercio. Il gruppo di giudici sono assaggiatori addestrati da lungo tempo, anche se le procedure sensoriali non sono standardizzate, portando così spesso a punteggi non riproducibili                                                                 | Non richiesta | Non richiesta |

## Guerra dell'aceto balsamico

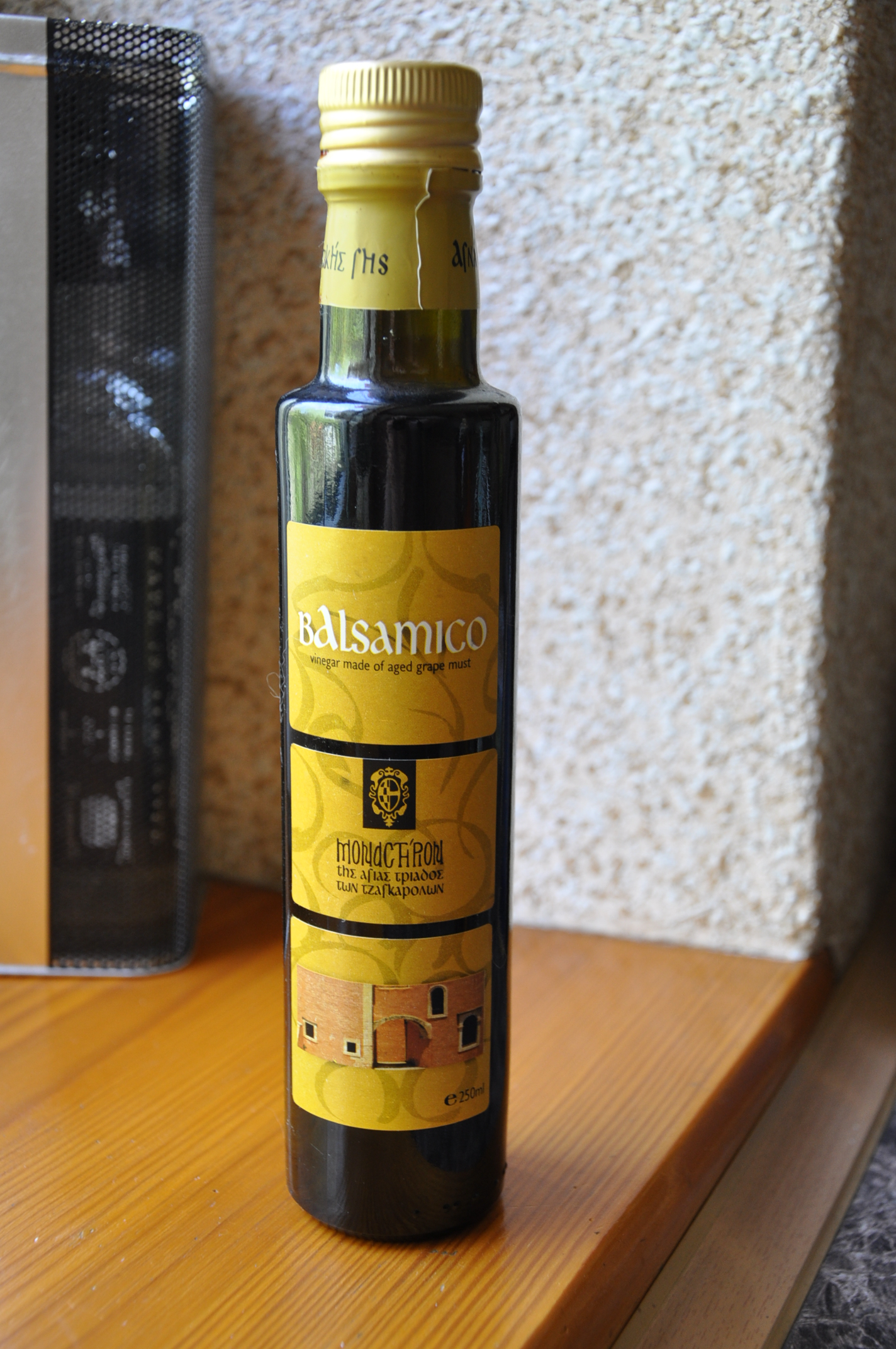
Una bottiglia di "balsamico greco" (monastero di Agía Triáda)

All'atto di presentazione della domanda di riconoscimento IGP da parte dell'Italia, la Germania e la Grecia sollevarono l'obiezione che la tutela dell'espressione "aceto balsamico" avrebbe leso fortemente le proprie produzioni nazionali, legalizzate ormai da cinque anni. Sottolinearono soprattutto che le parole "aceto" e "balsamico", in quanto termini generici, non fossero sottoponibili a tutela. Fecero quindi sapere che avrebbero votato a favore dell'IGP solo in cambio di un riconoscimento da parte italiana del loro diritto di utilizzare le parole "aceto balsamico". Anche la Francia si oppose, soprattutto per il fatto che la denominazione "Aceto Balsamico di Modena" non avrebbe avuto una reputazione propria distinta da quella dell'Aceto balsamico tradizionale di Modena, cosa che avrebbe indotto in errore il consumatore (fatto quest'ultimo peraltro sostenuto da numerosi produttori di ABTM).
Dopo tre anni di dispute, il 3 luglio 2009, la Commissione europea iscrisse l'Aceto Balsamico di Modena nel registro delle indicazioni geografiche protette, con un voto unanime - a parte la sola astensione "tecnica" della Francia”.
Subito dopo la protezione dell'UE del 2009, la Grecia ha tentato di utilizzare una norma tecnica dell'UE - estranea alle procedure di tutela geografica - per ottenere il riconoscimento della definizione di "aceto balsamico greco", a conferma dell'appetibilità di un mercato che allora si aggirava intorno ai 400 milioni di Euro annui.
Nel 2015 il Consorzio dei produttori di Aceto Balsamico di Modena citò in giudizio l'azienda tedesca Balema GmbH, che da 25 anni commercializzava prodotti denominati  "Deutscher Balsamico" (Balsamico tedesco) realizzati con vini del Baden. Con la sentenza C-432/18 del 4 dicembre 2019, la Corte di giustizia dell'Unione europea ha dato ragione all'azienda tedesca poiché i termini "aceto" e "balsamico" sono parole generiche comunemente impiegate per indicare un condimento dal gusto agrodolce e quindi non sottoponibili alla tutela giuridica della denominazione. Nell'aprile 2020 il commissario europeo all'Agricoltura, Janusz Wojciechowski ha tuttavia ricordato che il marchio IGP vieta "qualsiasi usurpazione, imitazione o evocazione, anche se l'origine vera del prodotto è indicata", che possa trarre in errore il consumatore; a seguito di ciò, il mese successivo la Corte di giustizia federale tedesca ha annullato la sentenza d'appello dell'Alta Corte Regionale di Karlsruhe che nel 2017 aveva rigettato il ricorso del Consorzio modenese.
Nel 2021 la Slovenia ha presentato alla Commissione europea uno standard di produzione secondo il quale qualsiasi miscela di aceto di vino e succo concentrato o mosto può essere denominata, etichettata e venduta come "Aceto balsamico" (balzamični kis). L'iniziativa slovena è stata duramente criticata dai produttori italiani.

## Uso
La diffusione sempre maggiore dei "prodotti balsamici", non solo a livello italiano, ha portato ad un largo uso in cucina ed alla pubblicazione di numerose ricette. Solitamente i più utilizzati sono il balsamico di Modena IGP ed i condimenti, soprattutto per ragioni legate al costo del prodotto. Il balsamico tradizionale è generalmente utilizzato nelle preparazioni più sofisticate, laddove viene preferita un'acidità più complessa e meno aspra rispetto a quella tipica della presenza di aceto di vino.
L'aceto balsamico è un condimento che si adatta a molte preparazioni. Si abbina bene con ogni portata dall'antipasto al dolce. 

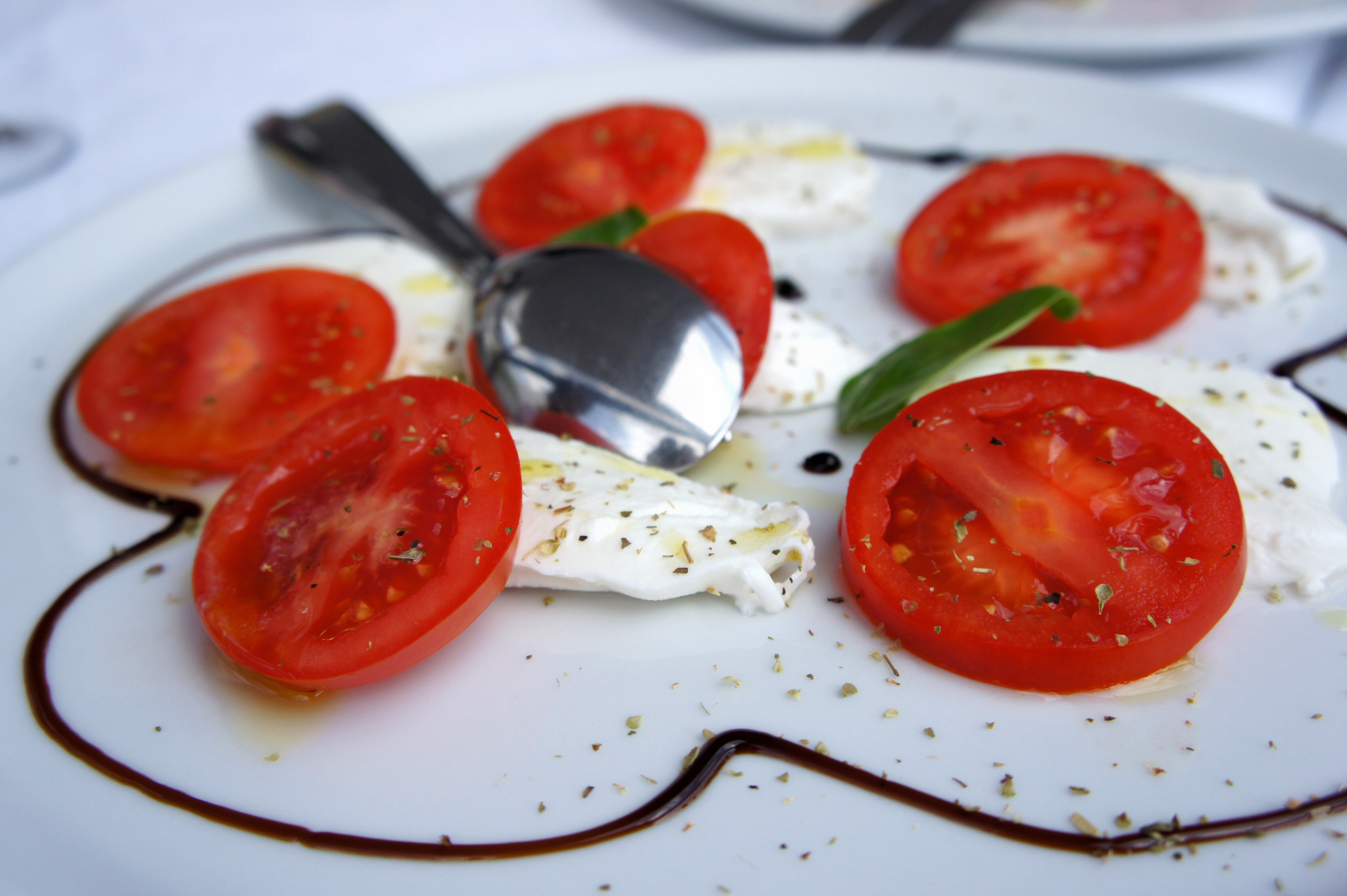
Con l'insalata caprese
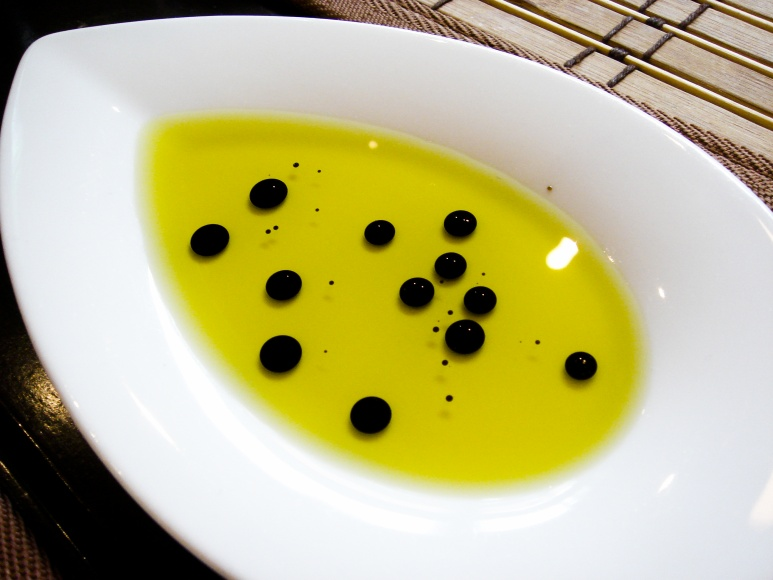
olio di oliva con gocce d'aceto balsamico
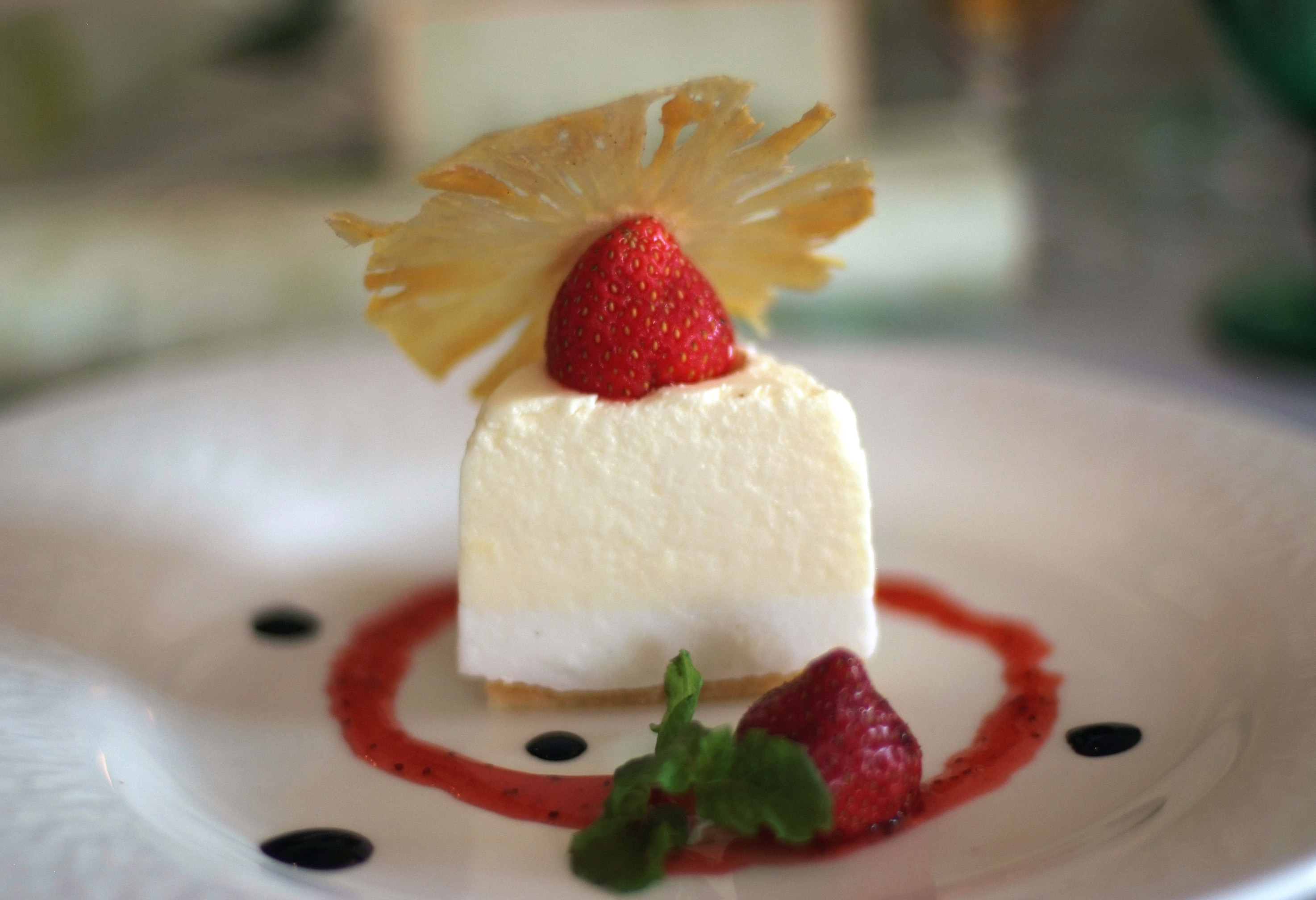
Semifreddo all'ananas e cocco con fragole marinate all'aceto balsamico